# Dorfkirche Göllnitz (Brandenburg)

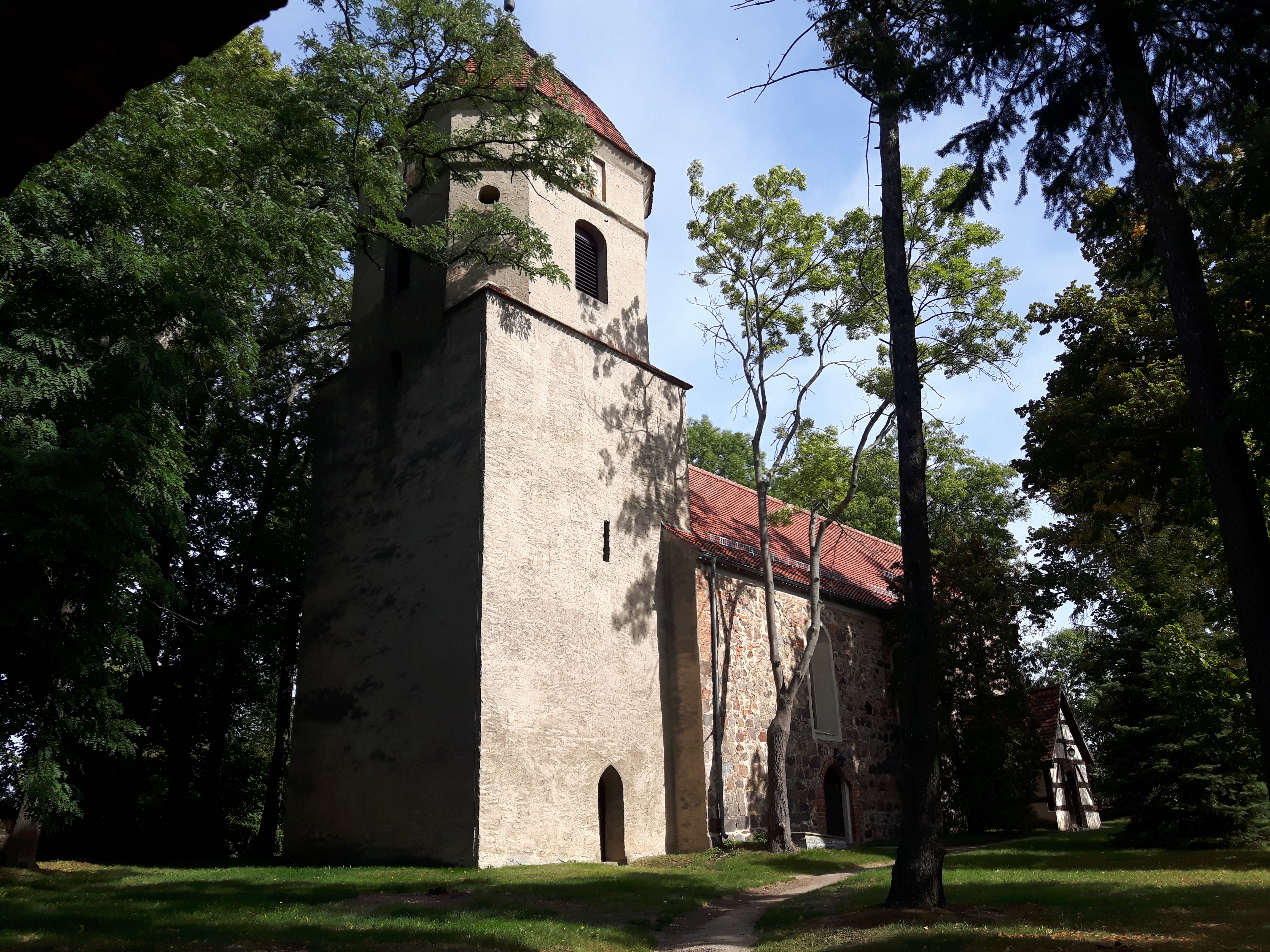
Blick zum Westturm der Dorfkirche Göllnitz (2019)

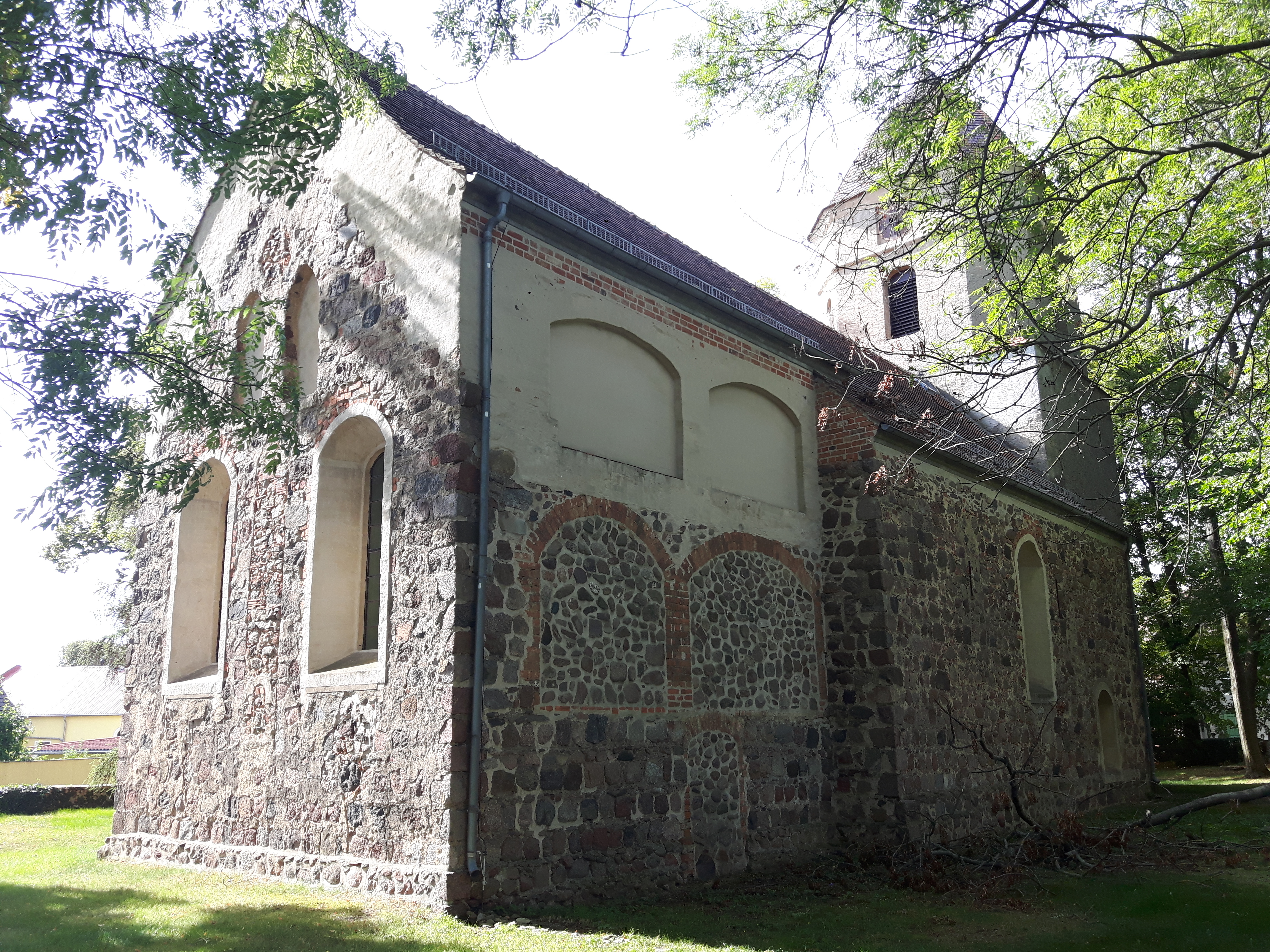
Ostschluss der Göllnitzer Dorfkirche (2019)

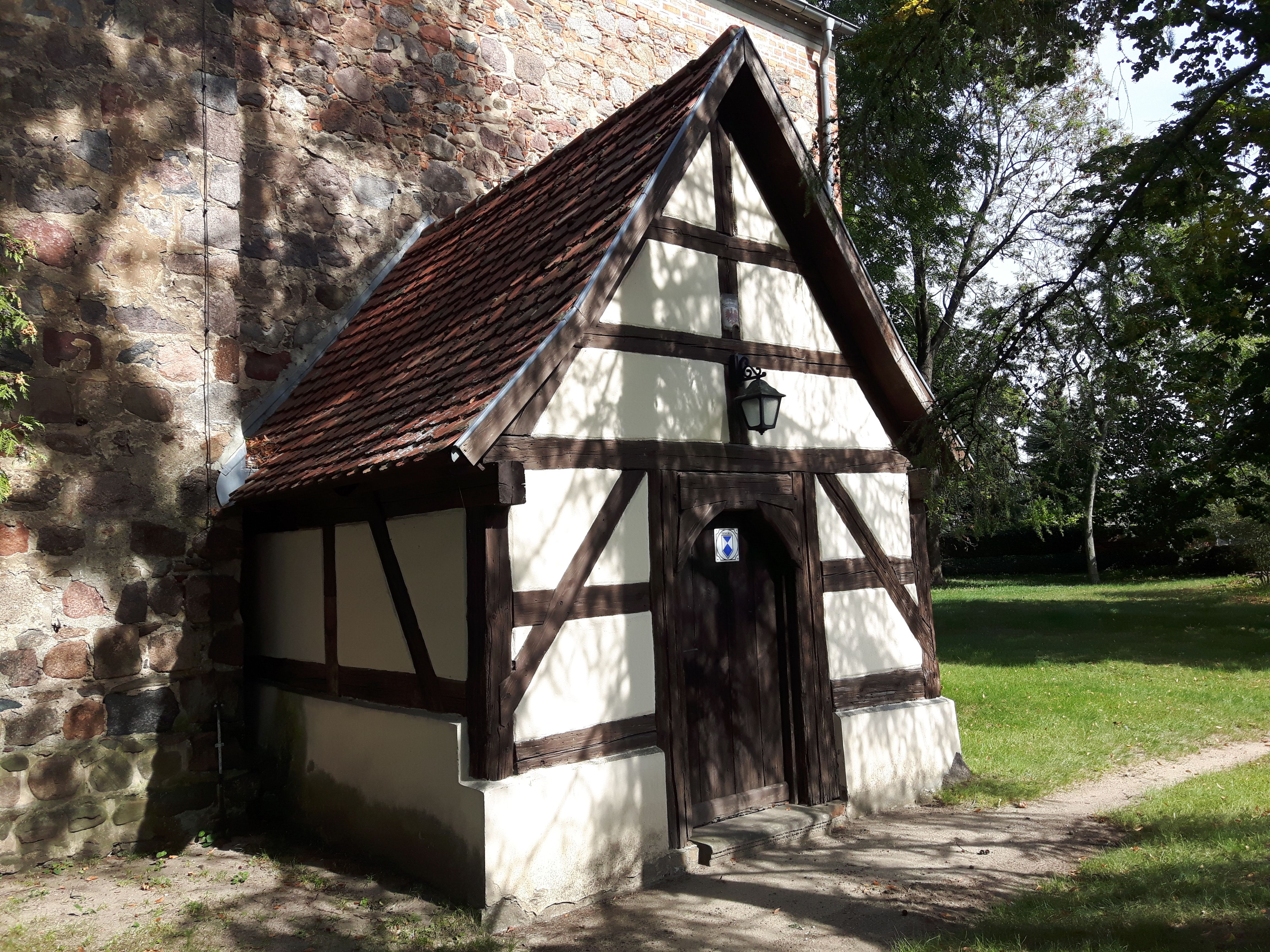
Seitliches Eingangsportal

Die evangelische Dorfkirche Göllnitz steht im Ortsteil Göllnitz der Gemeinde Sallgast im Landkreis Elbe-Elster in Brandenburg. Sie gehört zum Pfarrsprengel Göllnitz-Sallgast im Kirchenkreis Niederlausitz der Evangelischen Kirche Berlin-Brandenburg-schlesische Oberlausitz.

## Geschichte
Die Kirche wurde in der zweiten Hälfte des 13. Jahrhunderts erbaut. Es war ursprünglich ein frühgotischer Saalbau, der in der Mitte des 18. Jahrhunderts erneuert und im barocken Stil umgebaut wurde. Im Inneren befindet sich ein Altaraufsatz aus dem 17. Jahrhundert.

## Orgel
Die Orgel mit einem Prospekt in den historisierenden Formen des Rokoko wurde 1853 von Johann Christoph Schröther dem Jüngeren (1774–1859) aus Sonnewalde erbaut. Dispositionsänderungen erfolgten 1907 und 1965. Die Orgel verfügt über Schleifladen und ein Sperrventil. 1993 wurde sie von der Firma Fahlberg Orgelbau restauriert.
| I Manual C–d3  |       |                            |
| Principal      | 8′    |                            |
| Gedackt        | 8′    |                            |
| Salicional     | 8′    | 1907 für Quinte 2 ⁄3′      |
| Octave         | 4′    |                            |
| Spitzfloete    | 4′    |                            |
| Octave         | 2′    |                            |
| Sifflöte       | 1′    | 1965 für Floete 8′         |
| Mixtur III–IV  | 1 ⁄3′ | C–h (Bass)                 |
| Cornett III–IV | 4′    | ohne Terz, ab c1 (Diskant) |

| Pedal C–d1 |     |
| Subbaß     | 16′ |
| Violon     | 8′  |
| Octavbaß   | 4′  |

- Koppel: I/P